# Piper linkii
Piper linkii är en pepparväxtart som beskrevs av Albert Gottfried Dietrich. Piper linkii ingår i släktet Piper och familjen pepparväxter. Inga underarter finns listade i Catalogue of Life.